# Lomatia belzebul
Espèce
Lomatia belzebul est une espèce d'insectes méditerranéens de la famille des Bombyliidae présente dans le sud de la France, des Pyrénées à la frontière italienne et, plus généralement, dans les pays du pourtour méditerranéen. Son abdomen noir et rayé d'étroites bandes blanches la fait ressembler à un hyménoptère alors qu'il s'agit d'un diptère.

## Description
Insecte de 12 à 16 mm, globalement noir, à l'exception de six rayures jaunâtres et fines ceinturant la partie supérieure de l’abdomen. Le corps et les pattes sont garnis de pilosités. La partie latéral du thorax comporte des poils roux pour la femelle et noirs pour la mâle, rendant l’identification du genre aisée. Les ailes sont partiellement opacifiées sur la marge extérieure par des zones sombres comme on en trouve chez les anthraxes. Lomatia belzebul possède les deux yeux globuleux que l'on retrouve chez de nombreux diptères, jointifs chez le mâle et nettement séparés chez la femelle.
Cette espèce n'apparaît pas dans le guide entomologique très complet de Patrice Leraut.

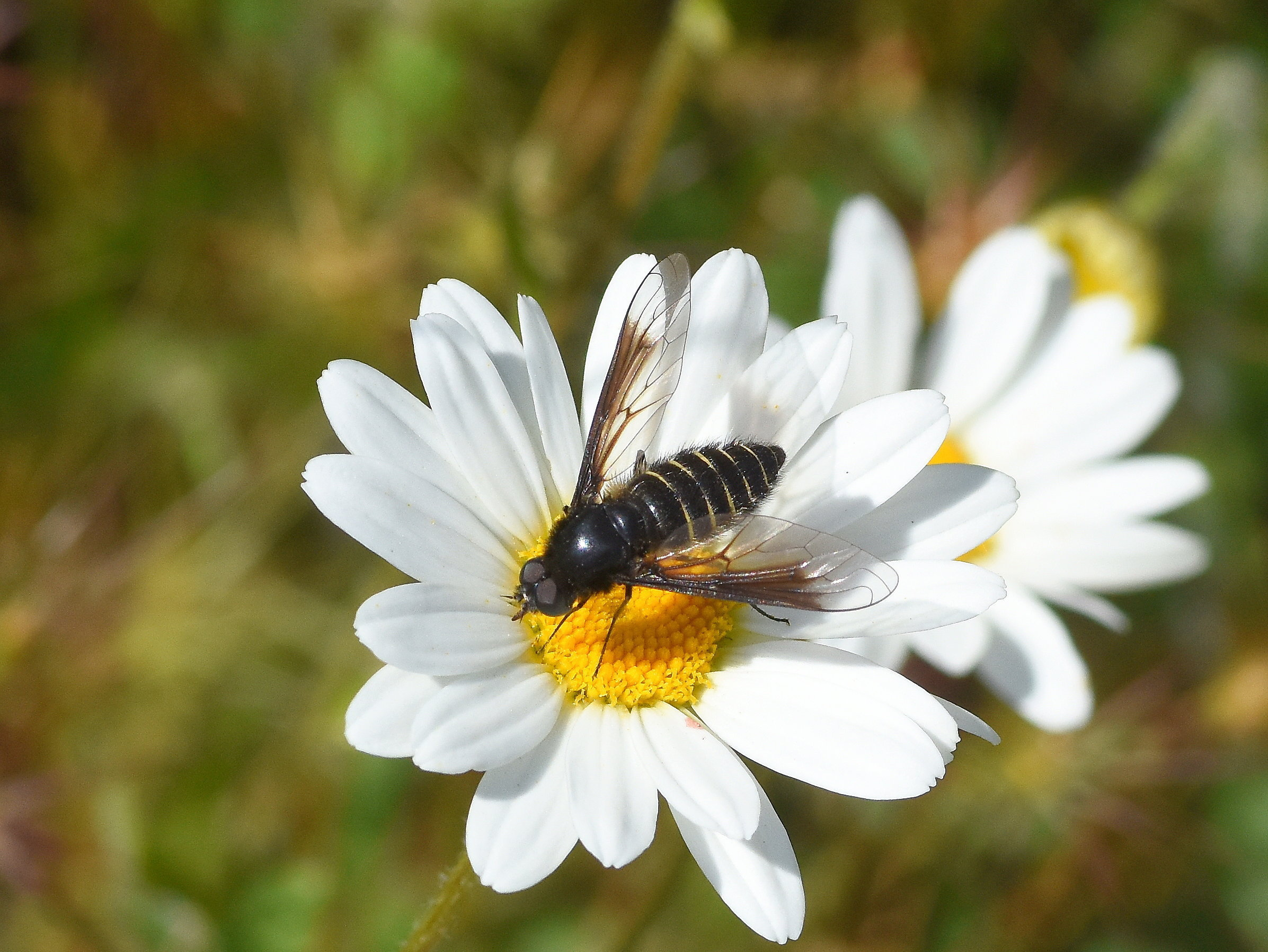
Lomatia belzebul mâle.
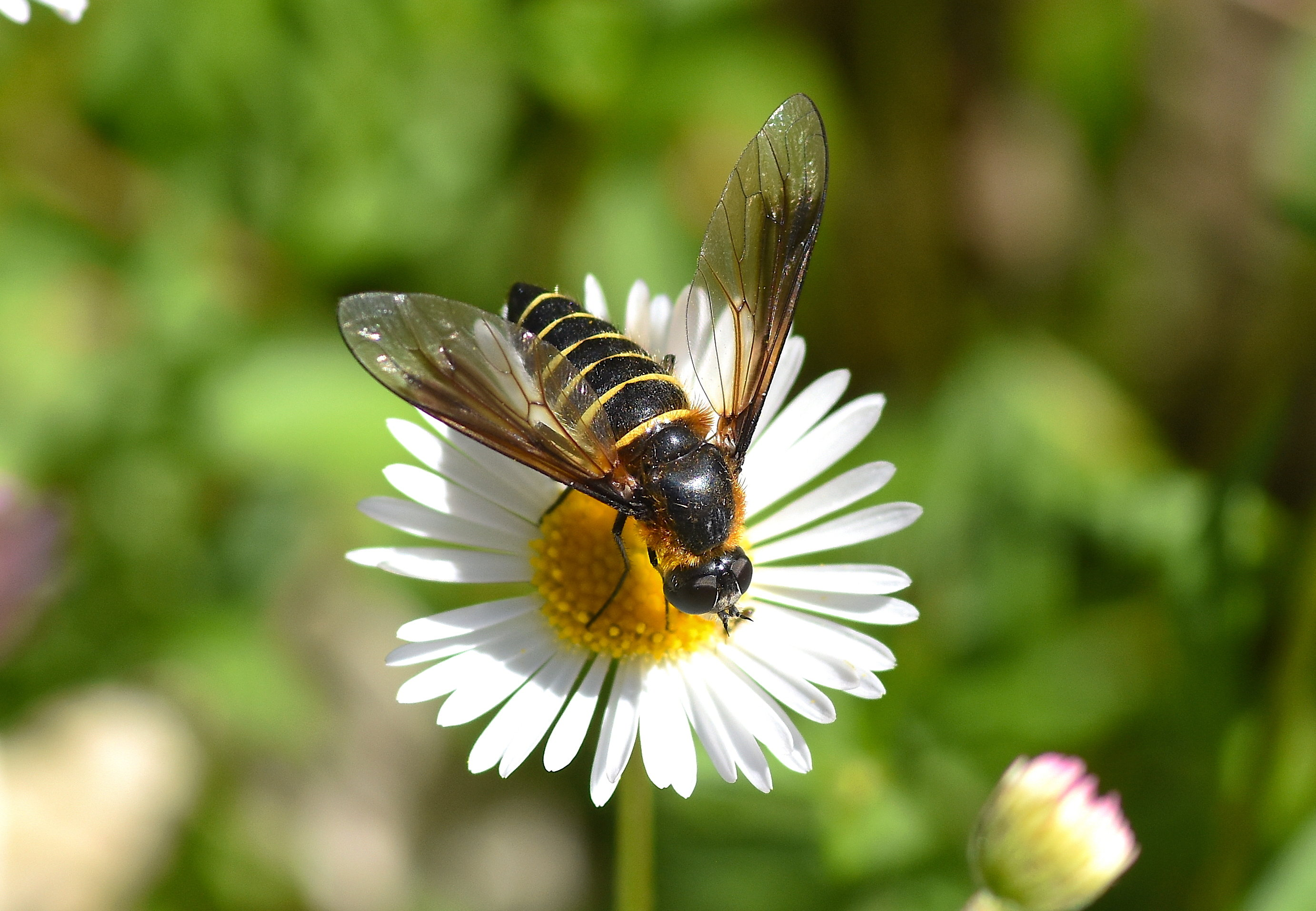
Lomatia belzebul femelle.

## Liste des sous-espèces
Selon GBIF (12 juillet 2023) :
- Lomatia belzebul belzebul (Fabricius, 1794)
- Lomatia belzebul paramonovi Evenhuis, 1978

## Systématique
Le nom valide complet (avec auteur) de ce taxon est Lomatia belzebul (Fabricius, 1794).
L'espèce a été initialement classée dans le genre Anthrax sous le protonyme Anthrax belzebul Fabricius, 1794.
Lomatia belzebul a pour synonymes :
- Anthrax belzebul Fabricius, 1794
- Anthrax belzebuth Duméril, 1804
- Lomatia paramonovi Evenhuis, 1978
- Nemoletus fulvilaterus Wiedemann, 1818